# Ophiorrhiza setosa
Ophiorrhiza setosa är en måreväxtart som beskrevs av Steven P. Darwin. Ophiorrhiza setosa ingår i släktet Ophiorrhiza och familjen måreväxter. Inga underarter finns listade i Catalogue of Life.